# Dale City
Dale City é uma Região censo-designada localizada no estado norte-americano de Virginia, no Condado de Prince William.

## Demografia
Segundo o censo norte-americano de 2010, a sua população era de 65.969 habitantes.

## Geografia
De acordo com o United States Census Bureau tem uma área de 39,0 km², dos quais 39,0 km² cobertos por terra e 0,0 km² cobertos por água.

## Localidades na vizinhança
O diagrama seguinte representa as localidades num raio de 12 km ao redor de Dale City.